# Patones
Patones est une commune de la Communauté de Madrid, située à environ 60 kilomètres de la capitale et  qui compte 518 habitants en 2007.
La commune contient deux agglomérations : Patones de Arriba (Patones-le-Haut) et Patones de Abajo (Patones-le-Bas).
L'altitude moyenne de la commune est de 834 mètres ; sa superficie est de 35 km2.

## Histoire
On trouva en 1974 un camp fortifié celtique et on a trouvé récemment des restes archéologiques à la Cueva del Reguerillo.
Patones de Arriba avait 7 habitants déjà en 1555 et il dépendait d'Uceda ; c'est la partie la plus touristique de la commune.
Patones de Abajo fut créé en 1940 après la guerre d'Espagne ; cette partie de la commune possède des bâtiments modernes.

## Végétation
Le territoire de la commune présente des cistes, une pinède reboisée et une vallée fertile du côté de la rivière Jarama.

## Sites et édifices remarquables
- Iglesia de San José (Église de Saint Joseph)

L'archevêque de Tolède la fit construire en 1653
- Ermita de la Vírgen de la Oliva (Ermitage de la Vierge de l'Olive)

Un ermitage romano-mudéjar à 4 km de Patones. Il fut construit entre le XIIe siècle et le XIIIe siècle.
- Cueva del Reguerillo (Grotte du Reguerillo)

## Festivités
- La Candelaria (janvier)
- Carnaval
- Saint Joseph (19 mars)
- Saint Jean (24 juin)